# José Alfonso Belloso y Sánchez
Monseñor José Alfonso Belloso y Sánchez (San Salvador, San Salvador, El Salvador, 30 de octubre de 1873-San Salvador, El Salvador, 9 de agosto de 1938) fue un eclesiástico salvadoreño, sexto obispo y segundo arzobispo metropolitano de San Salvador, El Salvador.